# Dupont Barbès
Pour plus de détails, voir Fiche technique et Distribution.
Dupont Barbès est un film français réalisé par Henri Lepage, sorti en 1951.

## Synopsis
Le Dupont-Barbès est une brasserie située à l'angle du boulevard de Rochechouart et du boulevard Barbès (aujourd'hui Tati). Le film raconte l'histoire d'une prostituée qui organise un chantage à la paternité auprès d'amants rencontrés dans cet établissement.

## Fiche technique
- Titre : Dupont Barbès
- Réalisation : Henri Lepage
- Scénario : Henri Lepage, André-Paul Antoine, Georges Menuau
- Dialogues : Georges Menuau
- Photographie : Charles Bauer
- Musique : Joseph Kosma
- Décors : Claude Bouxin
- Montage : Jeannette Berton
- Son : René Longuet
- Production :  Compagnie Française de Production Cinématographique (C.F.P.C.)
- Pays :  France
- Format : Noir et blanc - 1,33:7 - 35 mm - Son mono
- Genre : Comédie dramatique
- Durée : 112 minutes
- Date de sortie : 
  - France : 9 août 1951
- Affiche : Boris Grinsson (France)

## Distribution
- Madeleine Lebeau  : Malou
- Henri Vilbert :  Monsieur Archibald
- Yves Furet : Bobby
- Pierre-Louis  : Henri
- Lysiane Rey
- Jane Marken :  Madame Antonine
- Gérard Darrieu
- Jean Sylvain : Emile le serveur
- Christian Lude